# Køleplade
En køleplade er et miljø eller et objekt som optager eller afleverer varme fra et objekt via termisk kontakt (enten direkte eller via varmestråling).
Køleplader anvendes mange steder hvor der er brug for effektiv varmeafgivelse. Eksempler er f.eks. køleskabe, varmekraftmaskiner og elektronik.